# Seraincourt (Dolina Oise)
Seraincourt – miejscowość i gmina we Francji, w regionie Île-de-France, w departamencie Dolina Oise.
Według danych na rok 2010 gminę zamieszkiwały 1332 osoby, a gęstość zaludnienia wynosiła 118 osób/km².